# Margaret Langrick
Margaret Langrick (née en 1971 à Vancouver) est une actrice canadienne.

## Biographie
Margaret Langrick vit à Reed Derr dans l'Alberta quand sa voisine, la réalisatrice Sandy Wilson lui propose le rôle de Sandy dans Mon cousin américain. Pour ce rôle, elle gagne en 1986 le prix Génie de la meilleure actrice

## Filmographie
- 1985 : Mon cousin américain
- 1987 : Sworn to Silence
- 1988 : Bigfoot et les Henderson
- 1987-1988 : 21 Jump Street
- 1988 : Martha, Ruth & Edie
- 1986-1989 : Cap Danger
- 1989 : Thunderground
- 1989 : Cold Comfort
- 1989 : American Boyfriends
- 1990 : The Admiral and the Princess
- 1991 : Frankenstein, le tombeur de la fac
- 1992-1993 : Camp Wilder
- 1994 : Mortel Rendez-vous
- 1995 : Lonesome Dove: The Outlaw Years
- 1996 : Sweet Angel Mine